# Knipolegus aterrimus
A Knipolegus aterrimus a madarak (Aves) osztályának verébalakúak (Passeriformes) rendjébe és a királygébicsfélék (Tyrannidae) családjába tartozó faj.

## Rendszerezése
A fajt Johann Jakob Kaup német ornitológus írta le 1853-ben, a Cnipolegus nembe Cnipolegus aterrimus néven.

## Alfajai
- Knipolegus aterrimus anthracinus Cabanis, 1860
- Knipolegus aterrimus aterrimus Kaup, 1853
- Knipolegus aterrimus franciscanus[2] E. Snethlage, 1928, vagy Knipolegus franciscanus[1]
- Knipolegus aterrimus heterogyna[2] Berlepsch, 1907 vagy Knipolegus heterogyna[1]

## Előfordulása
Argentína, Bolívia, Chile, Paraguay, Peru és Uruguay területén honos. 
Természetes élőhelyei a mérsékelt övi erdők és cserjések, szubtrópusi és trópusi síkvidéki és hegyi esőerdők, száraz erdők és cserjések, valamint másodlagos erdők. Vonuló faj.

## Megjelenése
Testhossza 18 centiméter. Tollazata sötét, kivéve szárnyainak alsó részét, amely fehér.
|  |

## Természetvédelmi helyzete
Az elterjedési területe rendkívül nagy, egyedszáma pedig stabil. A Természetvédelmi Világszövetség Vörös listáján nem fenyegetett fajként szerepel.